# لوتغويل
لوتغويل هي بلدية في إقليم أفيرون في جنوب فرنسا. وكانت القرية في محافظة غوغويج القديمة حيث يتحدث سكانها باللغة الغوغويجية الأوكسيتانية.

## موقعها الجغرافي
تقع البلدية في الطرف الجنوبي من جبال الكتلة المركزية (وتسمى أيضاً بالهضبة الوسطى). ويوجد في القرى الشمالية مناظر لجبال سيفين وجسر ميلو حيث أنها تقع على بعد 20 ميلاً (32 كيلومتر) غرباً. تُعتبر البلدية بالإضافة إلى دي 200 قريبة يصلهما بالطريق السريع أي 75. ويسير دي 200 جنبا إلى جنب مع نهر تارن الذي بُني عليه سد حيث يقدّم الطاقة لمحطتي جورداني ولوبوجيه لتوليد الطاقة الكهرومائية.

## الاقتصاد
الاقتصاد في المنطقة ريفي حيث بُني على تربية الأغنام لإنتاج الحليب لتصنيع أجبان الأغنام مثل جبن الروكفور. وتنوعت الزراعة إلى تربية العجول للحصول على لحمها.

### سد ترول
بُني السد على بحيرة تارن إذ يُولّد الكهرباء من عنفتا كابلان ويتم إنتاج 27 كيلوواط.

### بلدية لو بوجيه
محطة طاقة لو بوجيه تجاور سد ترول على بعد 275 أمتار حيث أنها تستمد الطاقة من مياه هضبة ليفيزو وتوصل أنابيب ضغط هذه المياه من بحيرة فيلفرانش دي بانات وبحيرة سان أمان وكلاهما على بعد 727 متر. وتوصل لو بوجيه 440 كيلوواط.

## معرض صور

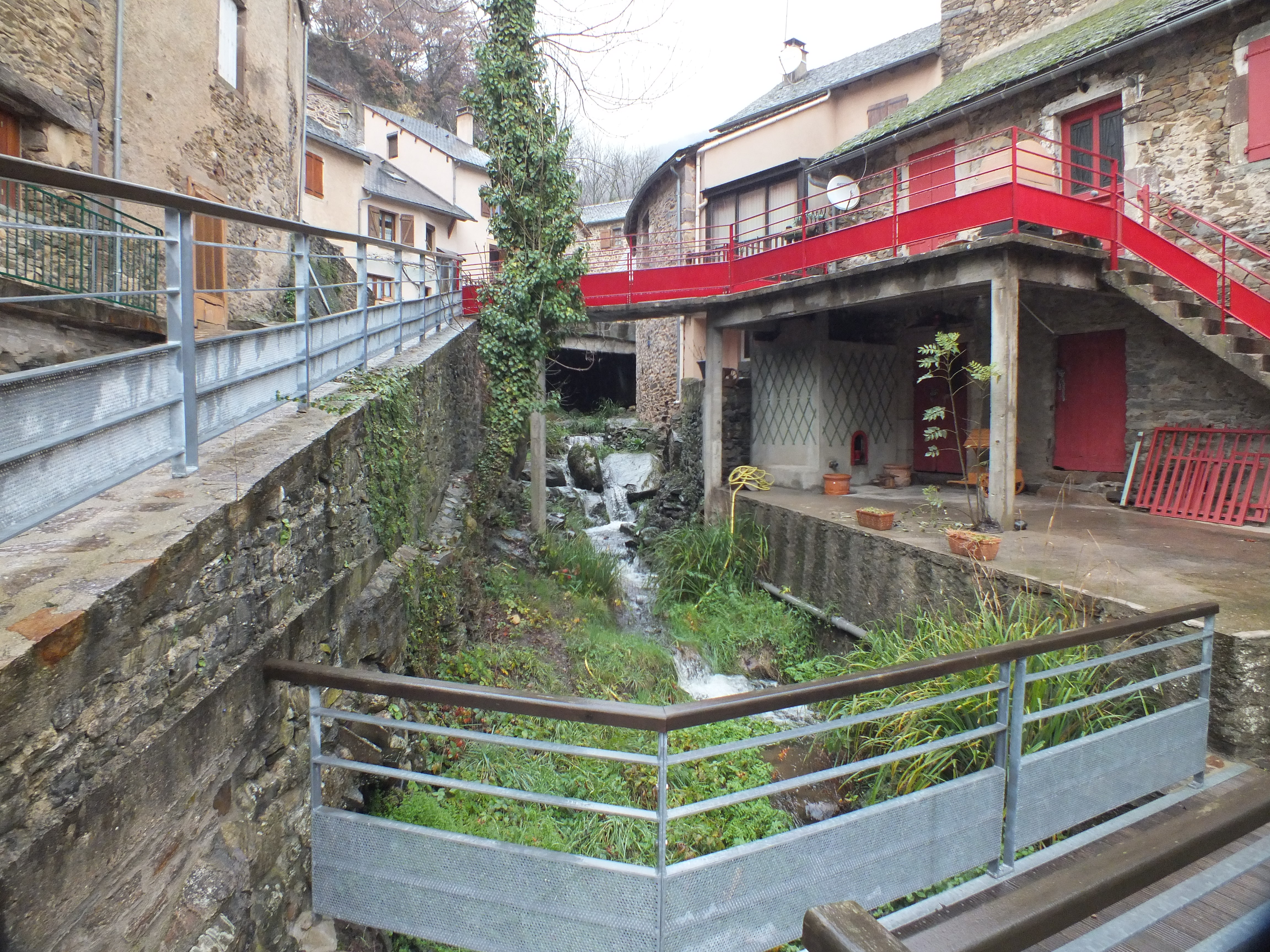
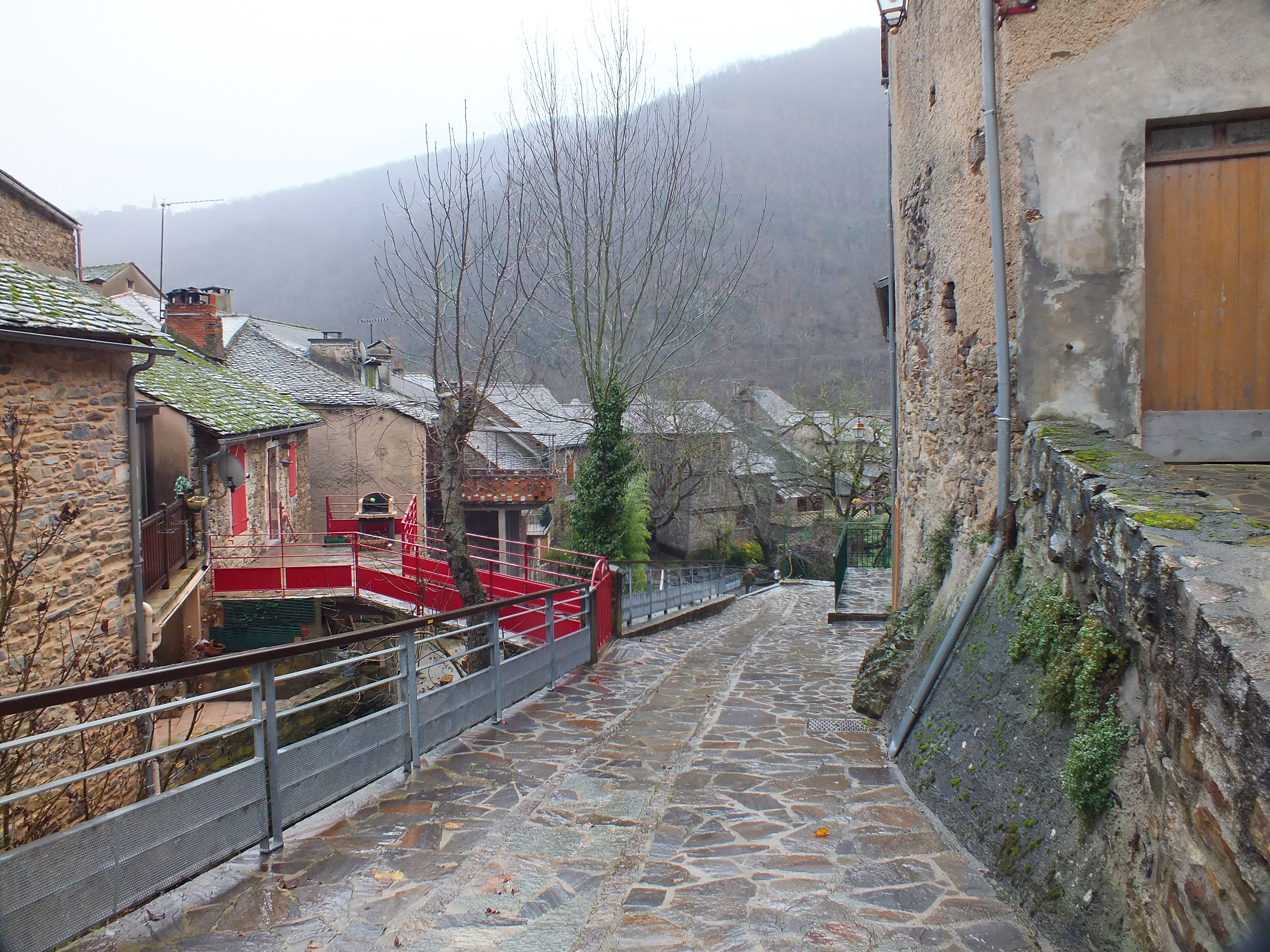
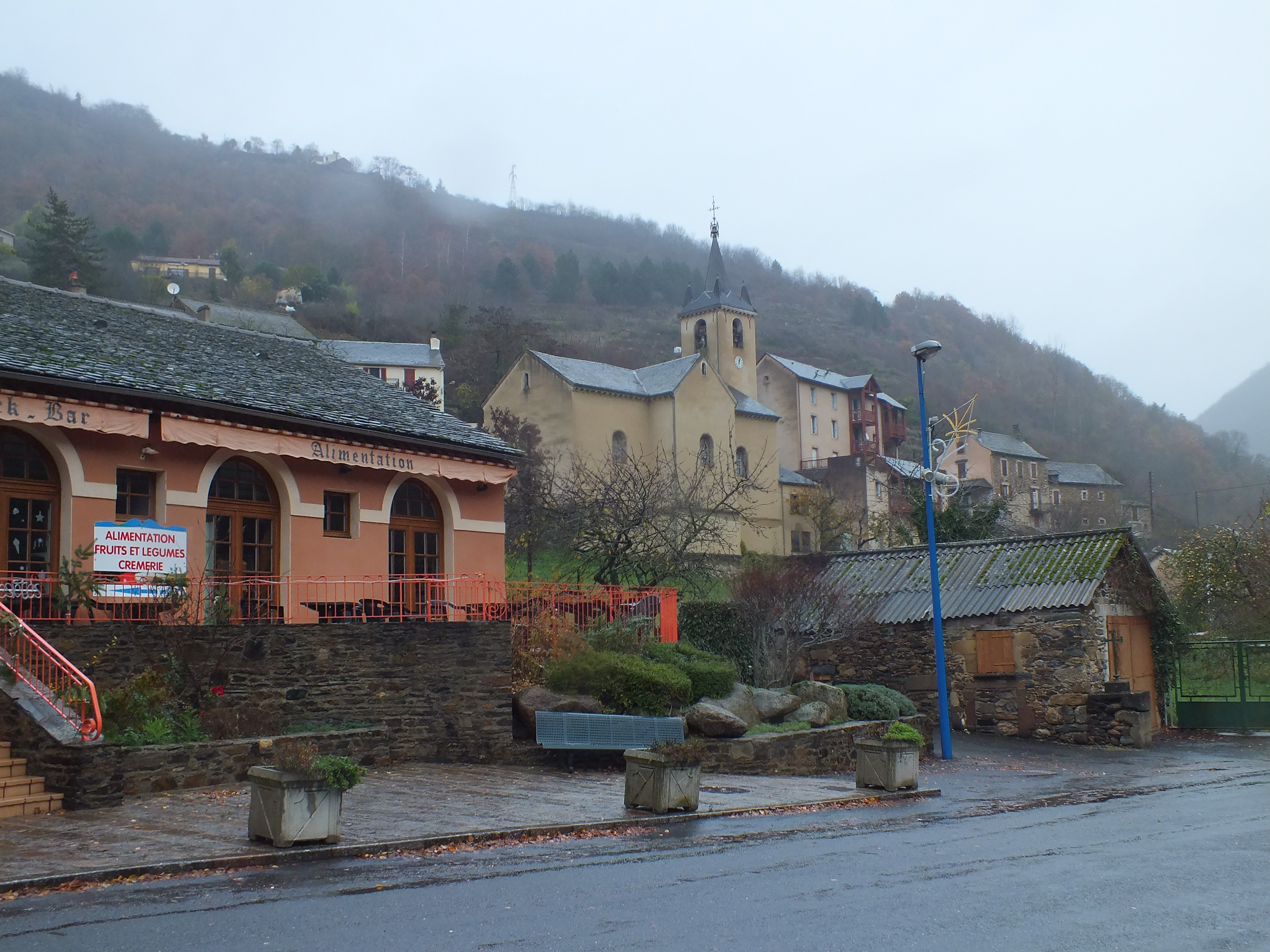
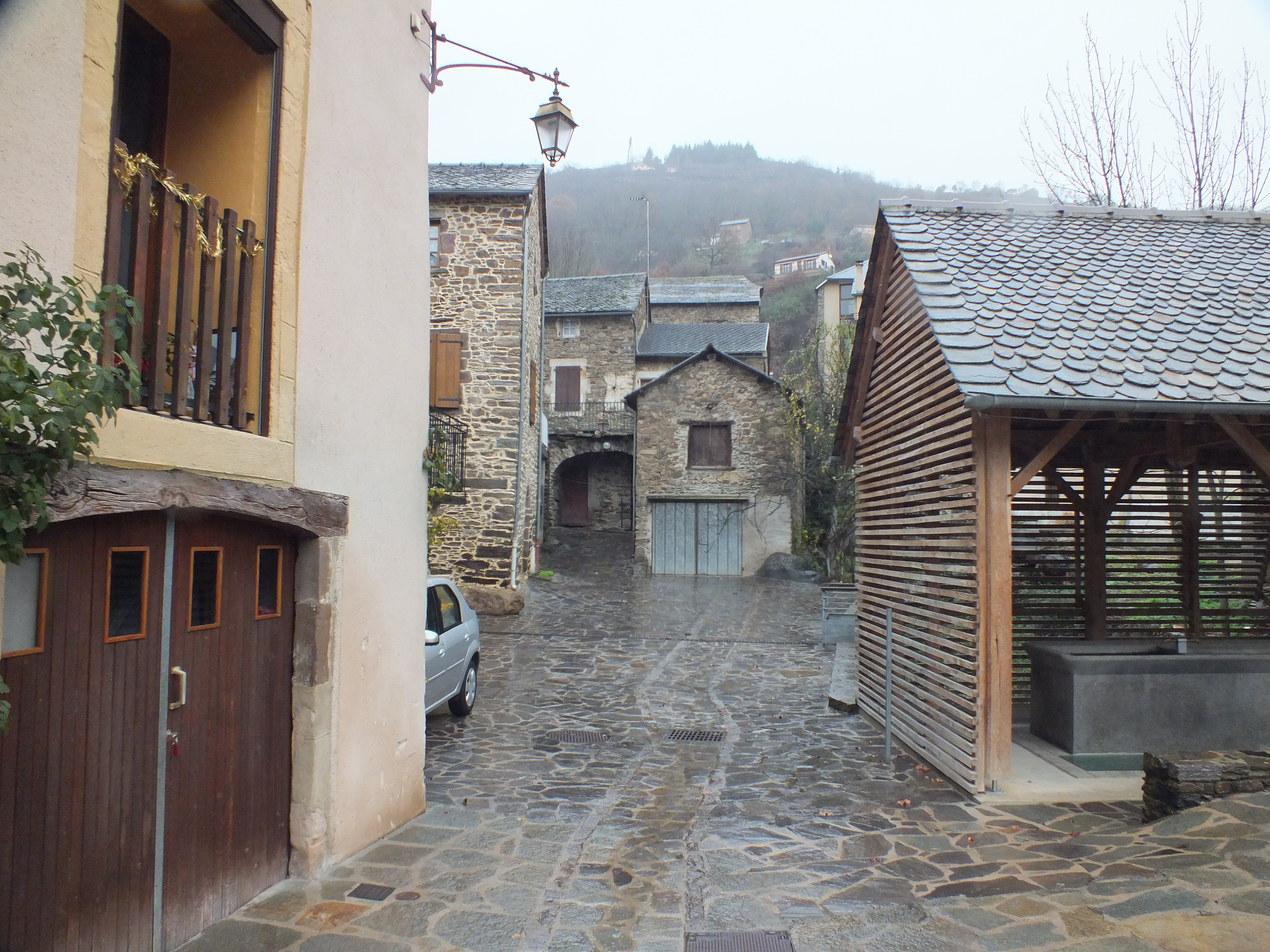